# Gregori Labadze
Pas d'image ? Cliquez ici

a Compétitions nationales et continentales officielles uniquement.

b Matchs officiels uniquement.
Dernière mise à jour le 27 novembre 2017.
Gregori Gia Labadze (en géorgien : გია ლაბაძე et phonétiquement en français : Guia Labadzé), né le 21 septembre 1973 à Tbilissi en Géorgie, est un joueur géorgien de rugby à XV et à sept. Il joue en équipe de Géorgie et évolue au poste de troisième ligne aile. Il joue au sein de l'effectif de l'Union sportive seynoise depuis 2010.

## Biographie
Gregori Labadze évolue d'abord en Russie à Moscou et Penza avant de venir jouer en France avec le SO Chambéry. Il honore sa première cape internationale en équipe de Géorgie le 22 septembre 1996 contre l'équipe de République tchèque. Puis, il s'engage avec le RC Toulon en 2000 et il reste avec le club varois jusqu'en 2009. Il est notamment capitaine du Rugby club toulonnais lors de la saison 2006-2007. En 2009, il rejoint le Stade phocéen où il reste une saison avant de partir pour l'Union sportive seynoise en 2010. Il dispute deux saisons avant de prendre sa retraite fin 2012.

## Palmarès
- Vainqueur du Championnat de France de Pro D2 en 2005 et 2008
- Finaliste du Championnat de France de Pro D2 en 2001
- Vainqueur du Championnat européen des nations en 2008, 2010 et 2012

## Statistiques en équipe nationale
- 67 sélections en équipe de Géorgie depuis 1996 (1 fois capitaine)
- Sélections par année : 2 en 1996, 4 en 1997, 5 en 1998, 2 en 1999, 5 en 2000, 6 en 2001, 5 en 2002, 6 en 2003, 1 en 2004, 1 en 2005, 7 en 2006, 3 en 2007, 9 en 2009, 6 en 2010, 3 en 2011, 2 en 2012
- En coupe du monde :
  - 2003 : 2 sélections (Angleterre, Samoa)
  - 2007 : 2 sélections (Argentine, Namibie)